# Ślizg prążkowany
Ślizg prążkowany (Parablennius gattorugine) – gatunek ryby z rodziny ślizgowatych (Blenniidae).

## Występowanie
Występuje w północnym Atlantyku od wybrzeża zachodnioafrykańskiego do północnej Szkocji, w Morzu Śródziemnym.
Ryba żyjąca w płytkich wodach także w strefie pływów, na dnie skalistym a także na łąkach brunatnic, na głębokości do 15 m.

## Opis
Dorasta maksymalnie do 30 cm, przeważnie do 18 cm. Ciało wydłużone, bocznie spłaszczone. Głowa o zaokrąglonym profilu, oczy umieszczone wysoko nad nimi dwa duże rozgałęzione czułki, dodatkowo nad nozdrzami jeden malutki rozgałęziony czułek. Ciało bezłuskie, skóra śluzowata. Płetwa grzbietowe długa, w środkowej części z zatokowym wcięciem, podparta 12–14 twardymi i 17–20 miękkimi promieniami. Płetwa odbytowa podparta 1 twardy i 20–21 miękkimi promieniami. Płetwy piersiowa duża, silna, wachlarzowata. Płetwy brzuszne nitkowate. Płetwa ogonowa zaokrąglona.
Ubarwienie bardzo różnorodne w zależności od miejsca występowania. Przeważnie żółto-, oliwkowo- lub czerwonobrązowe z 6–7 ciemniejszymi poprzecznymi pręgami przechodzącymi na płetwę grzbietową i brzuszną.

## Odżywianie
Odżywia się drobnymi organizmami.

## Rozród
Rozród odbywa się wiosną. Ikra składana jest w szczelinach skalnych i pod kamieniami. Złożonej ikry pilnuje samiec.